# مدام ويب
مدام ويب هي شخصية خيالية ظهرت في مارفل كومكس لأول مرة في نوفمبر 1980، الشخصية من ابتكار دينيس أونيل وجون روميتا، الابن.